# Gershøj Sogn
Gershøj Sogn er et sogn i Lejre Provsti (Roskilde Stift).
I 1800-tallet var Gershøj Sogn anneks til Sæby Sogn. Begge sogne hørte til Voldborg Herred i Roskilde Amt. Sæby-Gershøj sognekommune blev ved kommunalreformen i 1970 indlemmet i Bramsnæs Kommune, der ved strukturreformen i 2007 indgik i Lejre Kommune.
I Gershøj Sogn ligger Gershøj Kirke.
I sognet findes følgende autoriserede stednavne:
- Gershøj (bebyggelse, ejerlav)
- Krabbesholm (ejerlav, landbrugsejendom)